# Chvetsov M-82
Le Chvetsov ASh-82 (désigné M-82 avant 1941) est un moteur en étoile pour avion à 14 cylindres sur deux rangées, à refroidissement par air, produit par l'Union soviétique. Il a été développé à partir du Chvetsov M-62, lui-même dérivé du Chvetsov M-25, une version du Wright R-1820 Cyclone fabriquée sous licence.

## Conception et développement
Ce moteur d'avion à hélice est une version du Wright Cyclone américain, adaptée par le directeur de l'OKB-19, Arkadi Chvetsov, pour réduire ses dimensions et sa masse en diminuant la course des pistons. Il s'agissait de motoriser divers chasseurs comme les Lavotchkine La-5 et La-7, le Wright R-2600 original étant trop lourd (930 kg) même à vide. 
Ce moteur, mis en fabrication en 1940, a équipé la plupart des appareils soviétiques dans les années 1940 à 1960 : les bombardiers Tupolev Tu-2 et Petliakov Pe-8 puis  le chasseur Lavotchkine La-5 (configuration en ligne du LaGG-3) et ses versions successives : le La-7, le La-9, l'escorteur La-11 et le long-courrier Iliouchine Il-14. Il s'en produisit plus de 70 000. À partir des années 1950, leur fabrication était externalisée sous licence soviétique dans les usines Walter (Motorlet) de Prague-Jinonice (sous la dénomination M-82) et l'usine allemande du combinat VEB Industriewerke de Karl-Marx-Stadt.

## Variantes
ASh-82-111 (M-82-111)
ASh-82-112 (M-82-112)
ASh-82F (M-82F)
ASh-82FNV (M-82FNV)
ASh-82FN (M-82FN)
ASh-82FNU (M-82FNU)
ASh-21 (M-21)
ASh-82T (M-82T)
ASh-82V (M-82V)
Dongan HS-7
Dongan HS-8

## Applications
- Amtorg KM-2 (Consolidated PBY Catalina amélioré, construit sous licence)
- Douglas TS-82
- Gudkov Gu-82 (prototype)
- Iliouchine Il-2M82  (prototype)
- Iliouchine Il-12
- Iliouchine Il-14
- Kocherigin OPB-5 (prototype)
- Lissounov Li-2
- Lavotchkine La-5
- Lavotchkine La-7
- Lavotchkine La-126 (prototype)
- Lavotchkine La-130 (prototype)
- Lavotchkine La-9
- Lavotchkine La-11
- Mikoyan-Gourevitch MiG-5
- Mikoyan-Gourevitch MiG-9 I-210 (prototype, 1941)
- Mikoyan-Gourevitch I-211 (prototype)
- Mil Mi-4
- Petliakov Pe-2
- Petliakov Pe-8
- Polikarpov I-185 (prototype)
- Soukhoï Su-2
- Soukhoï Su-4
- Soukhoï Su-7
- Soukhoï Su-12
- Tupolev Tu-2
- Yakovlev Yak-24